# Nantey
Nantey ist eine Ortschaft und eine Commune déléguée in der französischen Gemeinde Val-d’Épy mit 59 Einwohnern (Stand: 1. Januar 2019) im Département Jura in der Region Bourgogne-Franche-Comté. 
Die Nachbargemeinden waren Thoissia im Norden, Andelot-Morval im Nordosten, Florentia im Südosten, Val-d’Épy im Süden, Senaud im Südwesten, Saint-Jean-d’Étreux im Westen und Nanc-lès-Saint-Amour im Nordwesten.

## Geschichte
Von 1790 bis 1794 übernahm Nantey schrittweise die bisher eigenständige, westlich gelegene Gemeinde Écuria.
Die Gemeinde Nantey wurde am 1. Januar 2016 nach Val d’Épy eingemeindet. Sie gehörte zum Arrondissement Lons-le-Saunier und zum Kanton Saint-Amour.

### Bevölkerungsentwicklung
| 1962 | 1968 | 1975 | 1982 | 1990 | 1999 | 2008 | 2008 |
| ---- | ---- | ---- | ---- | ---- | ---- | ---- | ---- |
| 111  | 70   | 57   | 59   | 53   | 61   | 75   | 62   |

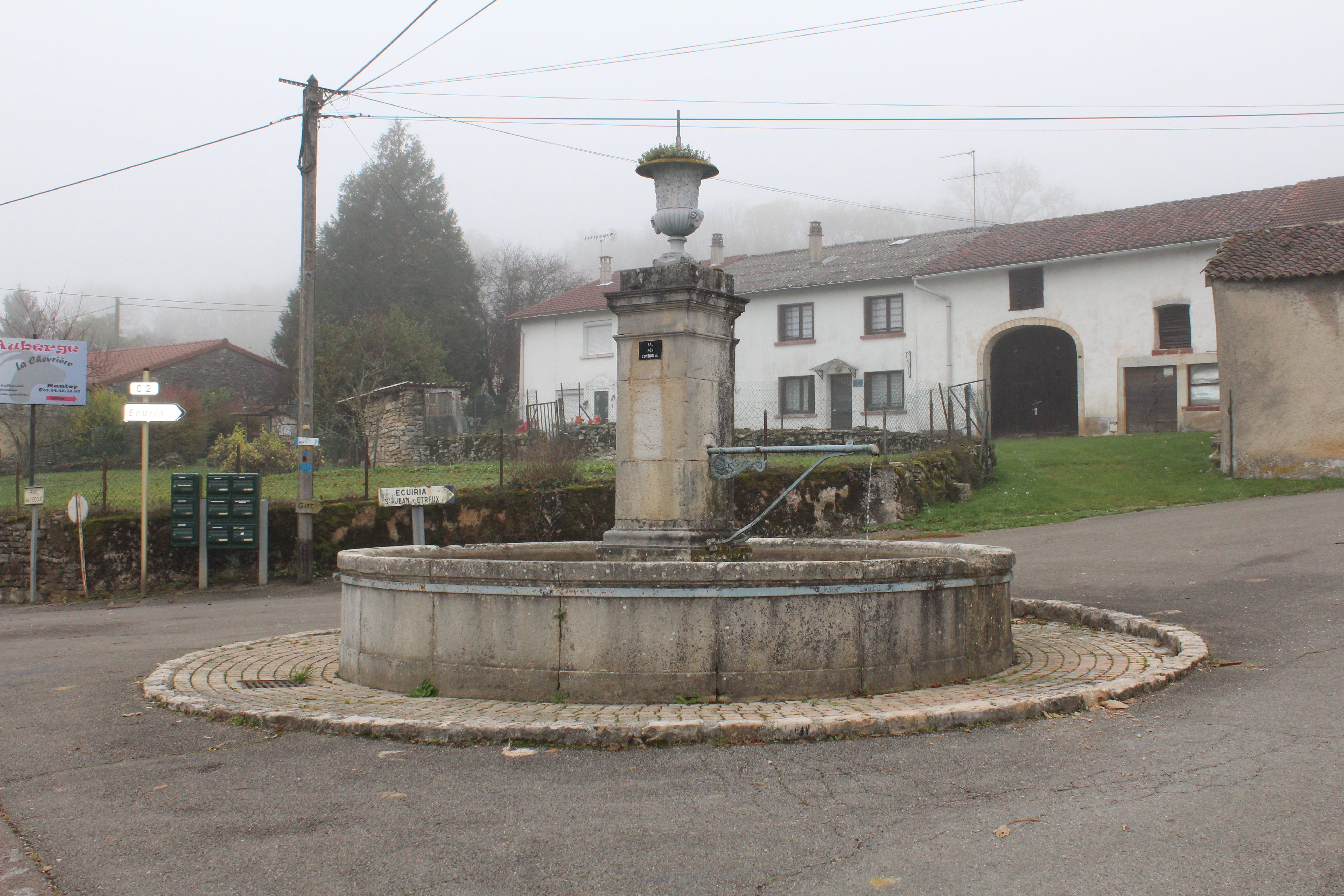
Brunnen in der Rue Combes
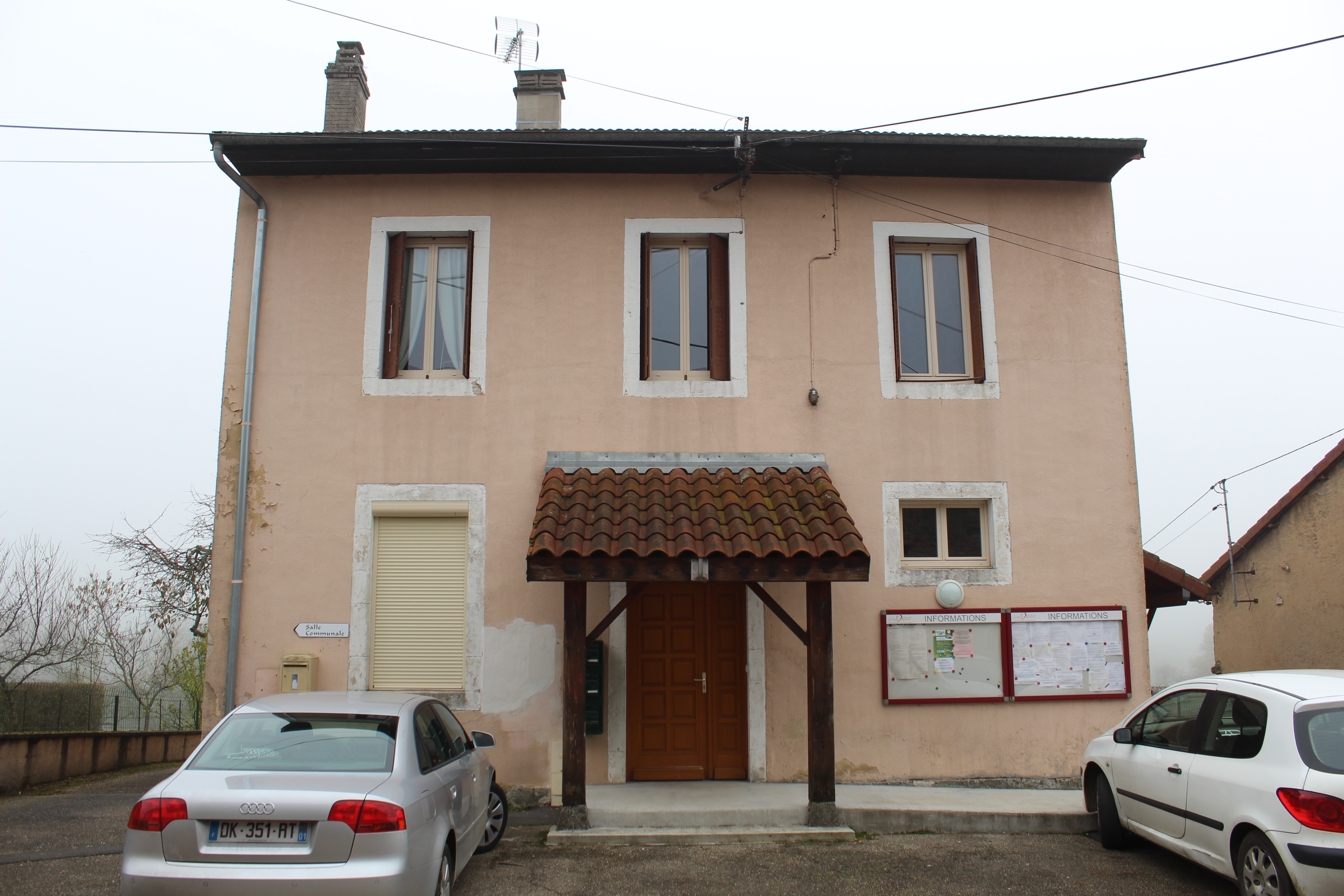
Ehemaliges Rathaus